# 平坦模
在抽象代數中，一個環 {\displaystyle R} 上的平坦模是一個 {\displaystyle R}-模 {\displaystyle M}，使得函子 {\displaystyle -\otimes _{R}M} 保持序列的正合性；若此函子還是忠實函子，則稱之為忠實平坦模
域上的向量空間都是平坦模。自由模或更一般的射影模也是平坦模。对于一个局部諾特環上的有限生成模，平坦性、射影性與自由性三者等價。
自塞爾的論文《代數幾何與微分幾何》以降，平坦性便在同調代數與代數幾何中扮演重要角色。其幾何意義甚深，詳見條目平坦態射。

## 交換環的情形
當 {\displaystyle R} 為交換環，一個 {\displaystyle R}-模的平坦性等價於 {\displaystyle N\mapsto N\otimes _{R}M} 是個從 {\displaystyle R}-模到{\displaystyle R}-模之正合函子。
將環 {\displaystyle R} 對一個積性子集 {\displaystyle S} 的局部化 {\displaystyle S^{-1}R} 視作 {\displaystyle R}-模，則它是平坦的。
當 {\displaystyle R} 是諾特環而 {\displaystyle M} 是有限生成 {\displaystyle R}-模時，平坦性在下述意義等價於局部自由模：{\displaystyle M} 是平坦 {\displaystyle R}-模若且唯若對任何素理想 {\displaystyle {\mathfrak {p}}}，局部化 {\displaystyle M_{\mathfrak {p}}} 是自由 {\displaystyle R_{\mathfrak {p}}}-模。事實上，對條件中的 {\displaystyle {\mathfrak {p}}} 僅須考慮極大理想即可。

## 一般的環
當 {\displaystyle R} 非交換時的定義須作如下修改：假設 {\displaystyle M} 是左 {\displaystyle R}-模，則稱之左平坦模，若且唯若對 {\displaystyle M} 的張量積將右 {\displaystyle R}-模的正合序列映至阿貝爾群的正合序列。
環上的張量積總是右正合函子，所以左 {\displaystyle R}-模 {\displaystyle M} 是平坦模的充要條件是：對任何右 {\displaystyle R}-模的單射 {\displaystyle K\rightarrow L}，取張量積後的同態 {\displaystyle K\otimes _{R}M\rightarrow L\otimes _{R}M} 仍為單射。

## 極限
一般來說，平坦模的歸納極限仍是平坦模；此陳述可由 {\displaystyle -\otimes _{R}M} 與 {\displaystyle \mathrm {Hom} _{R}(M,-)} 的伴隨性質形式地推出。平坦模的子模與商模不一定是平坦模，然而我們有下述定理：一個平坦模的同態像是平坦模，若且唯若其核為純子模。
Lazard 在1969年證明了：模 {\displaystyle M} 平坦的充要條件是它可表成有限生成自由模的歸納極限。由此可知有限展示的平坦模都是射影模。
一個阿貝爾群是平坦 {\displaystyle \mathbb {Z} }-模的充要條件是其中沒有撓元。

## 同調代數

### 與Tor函子的關係
平坦性也可以用Tor函子的消沒性表示。Tor函子是張量積的左導函子。一個左 {\displaystyle R}-模 {\displaystyle M} 的平坦性等價於 {\displaystyle n\geq 1\Rightarrow \mathrm {Tor} _{n}^{R}(-,M)=0}；類此，一個右 {\displaystyle R}-模 {\displaystyle N} 的平坦性等價於 {\displaystyle n\geq 1\Rightarrow \mathrm {Tor} _{n}^{R}(N,-)=0}。藉Tor函子的長正合序列可以導出下列關於基本性質：
考慮短正合序列
{\displaystyle 0\longrightarrow A\longrightarrow B\longrightarrow C\longrightarrow 0}
- 若 {\displaystyle A,C} 平坦，則 {\displaystyle B} 亦然。
- 若 {\displaystyle B,C} 平坦，則 {\displaystyle A} 亦然。
- 若 {\displaystyle A,B} 平坦，{\displaystyle C} 不一定平坦；若假設 {\displaystyle A} 是 {\displaystyle B} 的純子模而 {\displaystyle B} 平坦，則可推出 {\displaystyle A} 與 {\displaystyle C} 皆平坦。

### 局部判準
設 {\displaystyle R} 為交換環，{\displaystyle I\subset R} 為一理想，則我們有下述平坦性的局部判準。
定理（Bourbaki）. 以下諸條件等價：
1. {\displaystyle M} 是平坦 {\displaystyle R}-模。
2. {\displaystyle R/I\otimes _{R}M} 是平坦 {\displaystyle R/I}-模，且 {\displaystyle \mathrm {Tor} _{1}^{R}(M,R/I)=0}。
3. {\displaystyle R/I\otimes _{R}M} 是平坦 {\displaystyle R/I}-模，且典範同態 {\displaystyle I\otimes _{R}M\rightarrow IM} 為同構。
4. 對所有 {\displaystyle R}-模 {\displaystyle N}，有 {\displaystyle IN=0\Rightarrow \mathrm {Tor} _{1}^{R}(M,N)=0}。
5. 對所有 {\displaystyle R}-模 {\displaystyle N}，有 {\displaystyle \exists s\in \mathbb {N} \;I^{s}N=0\Rightarrow \mathrm {Tor} _{1}^{R}(M,N)=0}。
6. 對所有 {\displaystyle s\in \mathbb {N} }，{\displaystyle R/I^{s}\otimes _{R}M} 是平坦 {\displaystyle R/I^{s}}-模。
7. {\displaystyle R/I\otimes _{R}M} 是平坦 {\displaystyle R/I}-模，且典範態射 {\displaystyle \gamma :\mathrm {gr} _{I}^{0}(M)\otimes _{R/I}\mathrm {gr} _{I}^{\bullet }(A)\rightarrow \mathrm {gr} _{I}^{\bullet }(M)} 為同構。

此判準在代數幾何中的用途尤大。

## 平坦分解
一個模 {\displaystyle M} 的平坦分解是如下形式的正合序列：
{\displaystyle \cdots \rightarrow F_{i}\rightarrow F_{i-1}\rightarrow \cdots \rightarrow F_{0}\rightarrow M\rightarrow 0}
使得其中每個 {\displaystyle F_{i}} 都是平坦模。
任何射影分解都是平坦分解。

## 忠實平坦模
一個 {\displaystyle R}-模 {\displaystyle M} 被稱作忠實平坦的，若且唯若 {\displaystyle -\otimes _{R}M} 是個忠實的正合函子。這也就是說：
1. {\displaystyle M} 是個平坦 {\displaystyle R}-模。
2. 典範映射 {\displaystyle \mathrm {Hom} _{R}(N_{1},N_{2})\rightarrow \mathrm {Hom} (N_{1}\otimes _{R}M,N_{2}\otimes _{R}M)} 是單射。

當 {\displaystyle R} 為交換環時，有以下幾種等價的刻劃：
- {\displaystyle M} 是忠實平坦的。
- {\displaystyle M} 是平坦的，且 {\displaystyle N\otimes _{R}M=0\Rightarrow N=0}。
- {\displaystyle M} 是平坦的，且對所有極大理想 {\displaystyle {\mathfrak {m}}\subset R} 都有 {\displaystyle R/{\mathfrak {m}}\otimes _{R}M\neq 0}。
- 一個序列 {\displaystyle N_{\bullet }} 正合，若且唯若 {\displaystyle N_{\bullet }\otimes _{R}M} 正合。

## 文獻
- Multilinear Algebra, Northcott D.G, 1984, Cambridge University Press - page 33
- Eisenbud, David. . Graduate Texts in Mathematics 150. New York: Springer-Verlag. 1995: xvi+785. ISBN 978-0-387-94268-1.